# Endre Tilli
Endre Tilli (Budapest, 15 de agosto de 1922-Shannon, 14 de agosto de 1958) fue un deportista húngaro que compitió en esgrima, especialista en la modalidad de florete.
Participó en dos Juegos Olímpicos de Verano en los años 1952 y 1956, obteniendo dos medallas, bronce en Helsinki 1952 y bronce en Melbourne 1956. Ganó cuatro medallas en el Campeonato Mundial de Esgrima entre los años 1953 y 1957.

## Palmarés internacional
| Juegos Olímpicos   | Juegos Olímpicos        | Juegos Olímpicos  | Juegos Olímpicos    |
| Año                | Lugar                   | Medalla           | Prueba              |
| ------------------ | ----------------------- | ----------------- | ------------------- |
| 1952               | Helsinki (Finlandia)    | Medalla de bronce | Florete por equipos |
| 1956               | Melbourne (Australia)   | Medalla de bronce | Florete por equipos |
| Campeonato Mundial |                         |                   |                     |
| Año                | Lugar                   | Medalla           | Prueba              |
| 1953               | Bruselas (Bélgica)      | Medalla de bronce | Florete por equipos |
| 1954               | Luxemburgo (Luxemburgo) | Medalla de bronce | Florete por equipos |
| 1955               | Roma (Italia)           | Medalla de plata  | Florete por equipos |
| 1957               | París (Francia)         | Medalla de oro    | Florete por equipos |